# Calle de la Sal

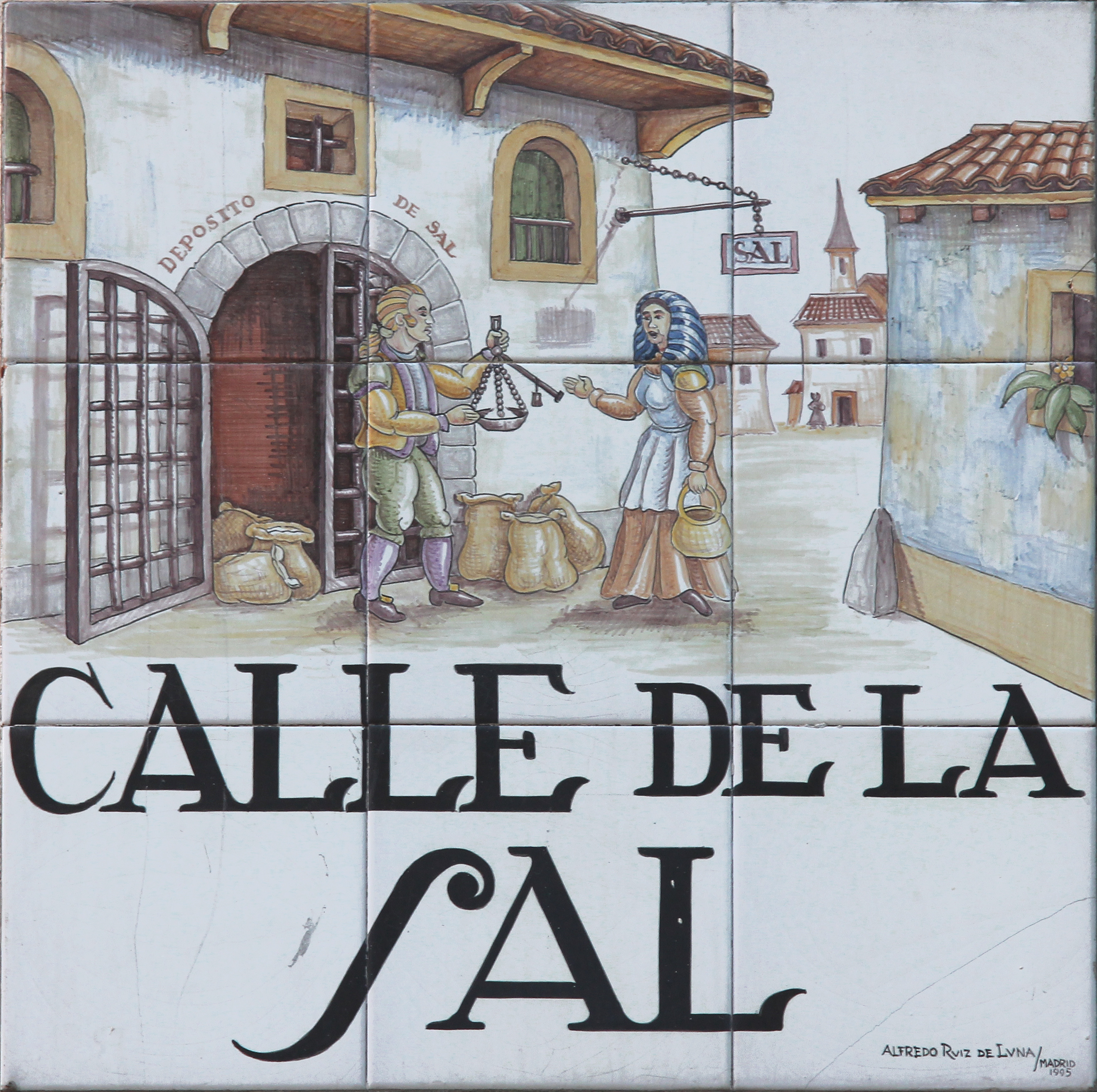
Placa de azulejos del callejero antiguo de Madrid en la calle de la Sal. Obra de Alfredo Ruiz de Luna González.

La calle de la Sal es una breve vía peatonal que desemboca en la Plaza Mayor de Madrid desde la calle Postas, en el barrio de Sol del distrito Centro de la capital de España.

## Historia
Cronistas y estudiosos coinciden en apuntar que el nombre de la calle le vino de ser su pequeño espacio el mercado habitual para la sal, que se guardaba en «un depósito con una gran reja de hierro», por lo que también pudo tener antes el título de Real de la Sal, o Red de la Sal, aunque en el plano de Teixeira de 1656 aparece como Calle de la Sal. Por su parte, en la lámina n.º 5 del Plano de la Villa y Corte de Madrid trazado al comienzo del siglo xix por Fausto Martínez de la Torre y Josef Asensio, aparece dentro del antiguo Barrio de la Panadería escindiendo la triangular "manzana 195" de la Visita General de 1749. Fernández de los Ríos en su Guía de Madrid anota estos datos: «presenta la numeración del 1 a 5 y del 2 a 8, con una longitud de 28 metros lineales y 7 de ancho».
Breve calle pero con una antigua y extensa tradición en el comercio al «detail» y “al por mayor”, con tiendas como "El Gato Negro", la meca de las lanas en Madrid, establecida en 1919, o "La tacita de plata", en los números 2 al 8 dedicada desde 1913 a todo tipo de vajillas, cristalería, loza, porcelanas, etc. En el número 2 tiene su sitio desde 1880 la "Antigua Relojería", animada por los diseños del humorista Antonio Mingote, que también fue convocado para pintar trampantojos en los falsos balcones del edificio que hace esquina de espolón con la calle de Postas.

## Madrid galdosiano
En el número 2 de esta breve calle tuvo su comercio y almacén de papel el empresario Eugenio Romillo y Arena, hermano de José Romillo, último propietario del Nuevo Café de la Paz que estuvo en la vecina calle de Carretas. Tipos en los que pudo inspirarse Benito Pérez Galdós para elaborar parte de su galería de personajes. Siendo la propia calle de la Sal escenario habitual en novelas como La de Bringas, con la tienda de confecciones "Sobrino Hermanos", o en el singular bodegón urbano de Fortunata y Jacinta; o en volúmenes de sus Episodios como el titulado El 19 de marzo y el 2 de mayo donde en una descripción de la imprenta del Diario de Madrid en 1808, hace pensar así al joven cajista Gabriel de Araceli, protagonista y héroe a lo largo de los episodios de la primera serie: 

Siento un golpe en el hombro: es el cíclope o regente que me llama holgazán, y me pone delante un papelejo manuscrito que debo componer al instante. Es uno de aquellos interesantes y conmovedores anuncios del Diario de Madrid, que dicen: «Se necesita un joven de diecisiete a dieciocho años, que sepa de cuentas, afeitar, algo de peinar, aunque sólo sea de hombre, y guisar si se ofreciere. El que tenga estas partes, y además buenos informes, puede dirigirse a la calle de la Sal, número 5, frente a los peineros, lonja de lanería y pañolería de D. Mauro Requejo, donde se tratará del salario y demás...

## Instantáneas

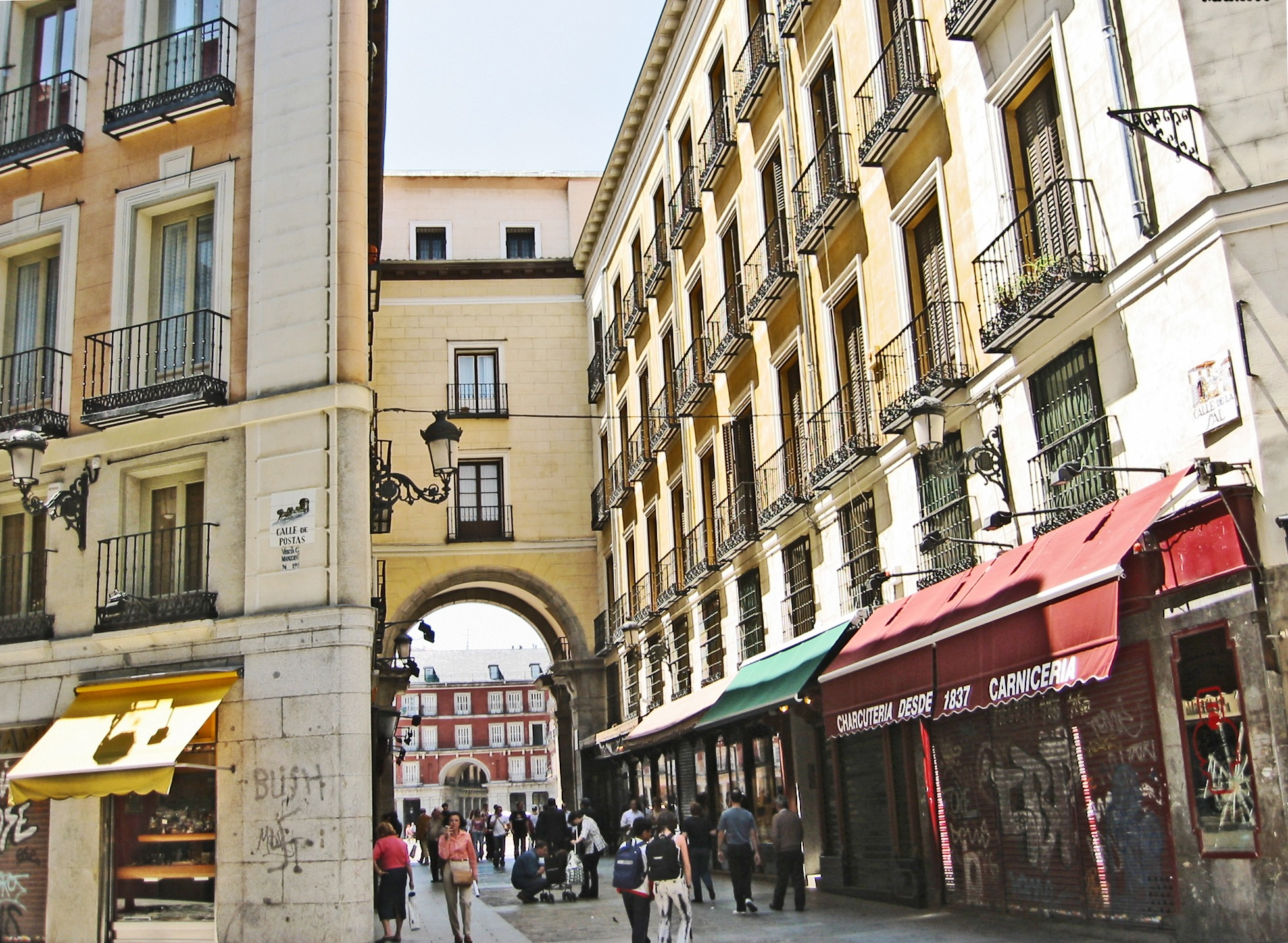
Desde la calle Postas, con la Plaza Mayor, al fondo.
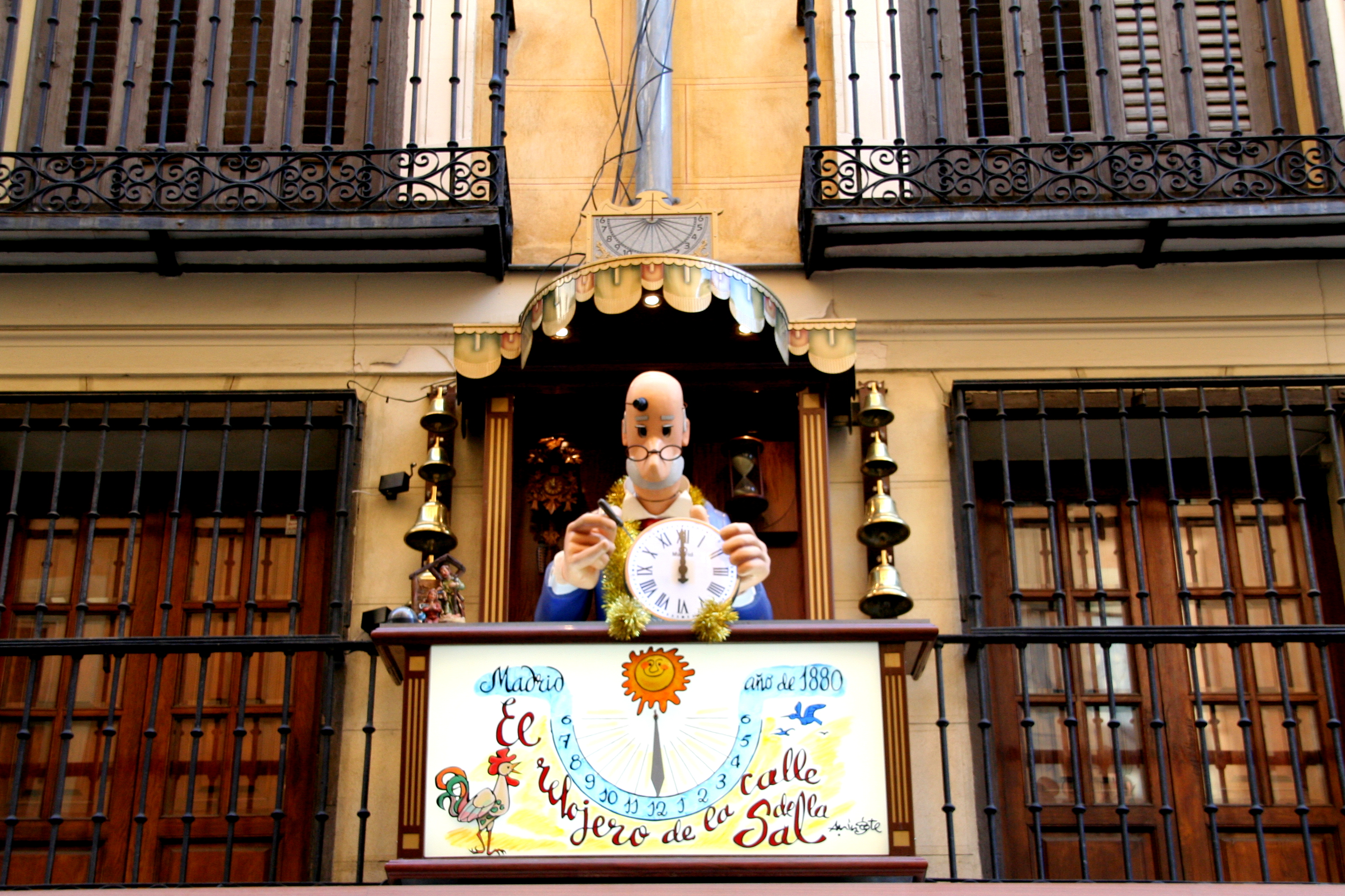
El relojero autómata, con un cartel de Antonio Mingote.
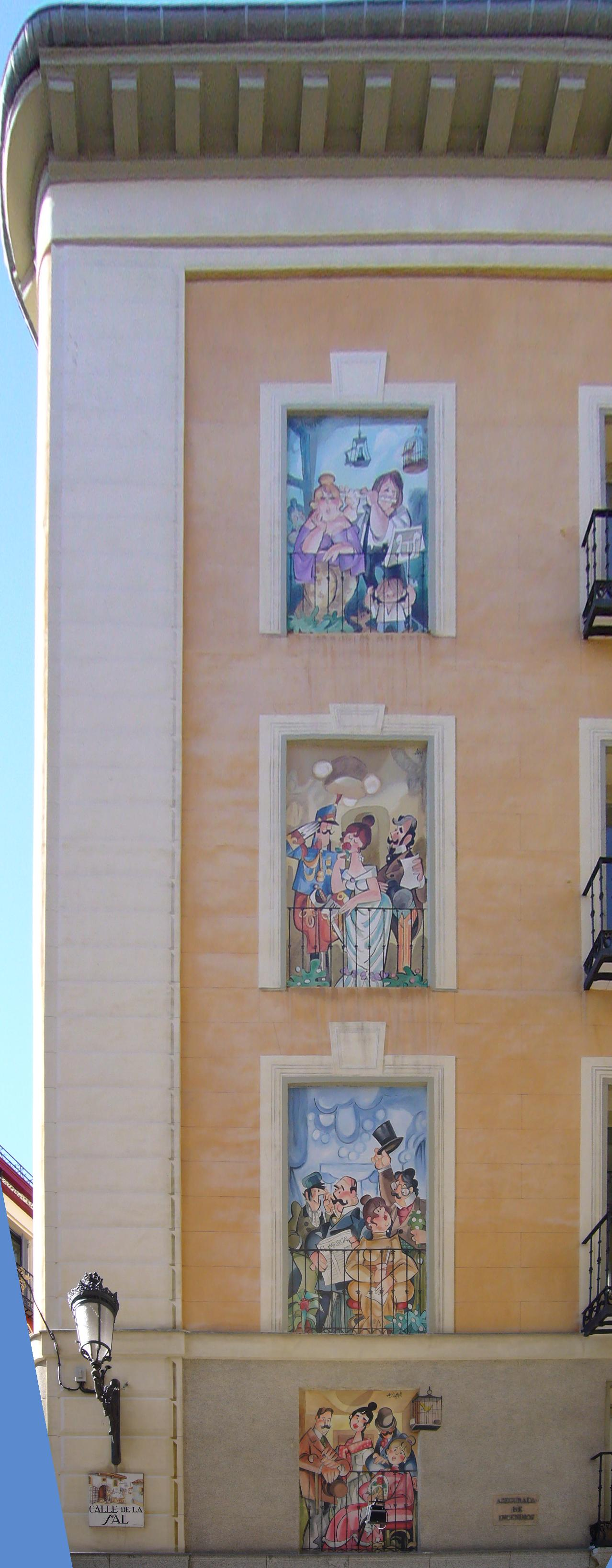
Trampantojos en los balcones
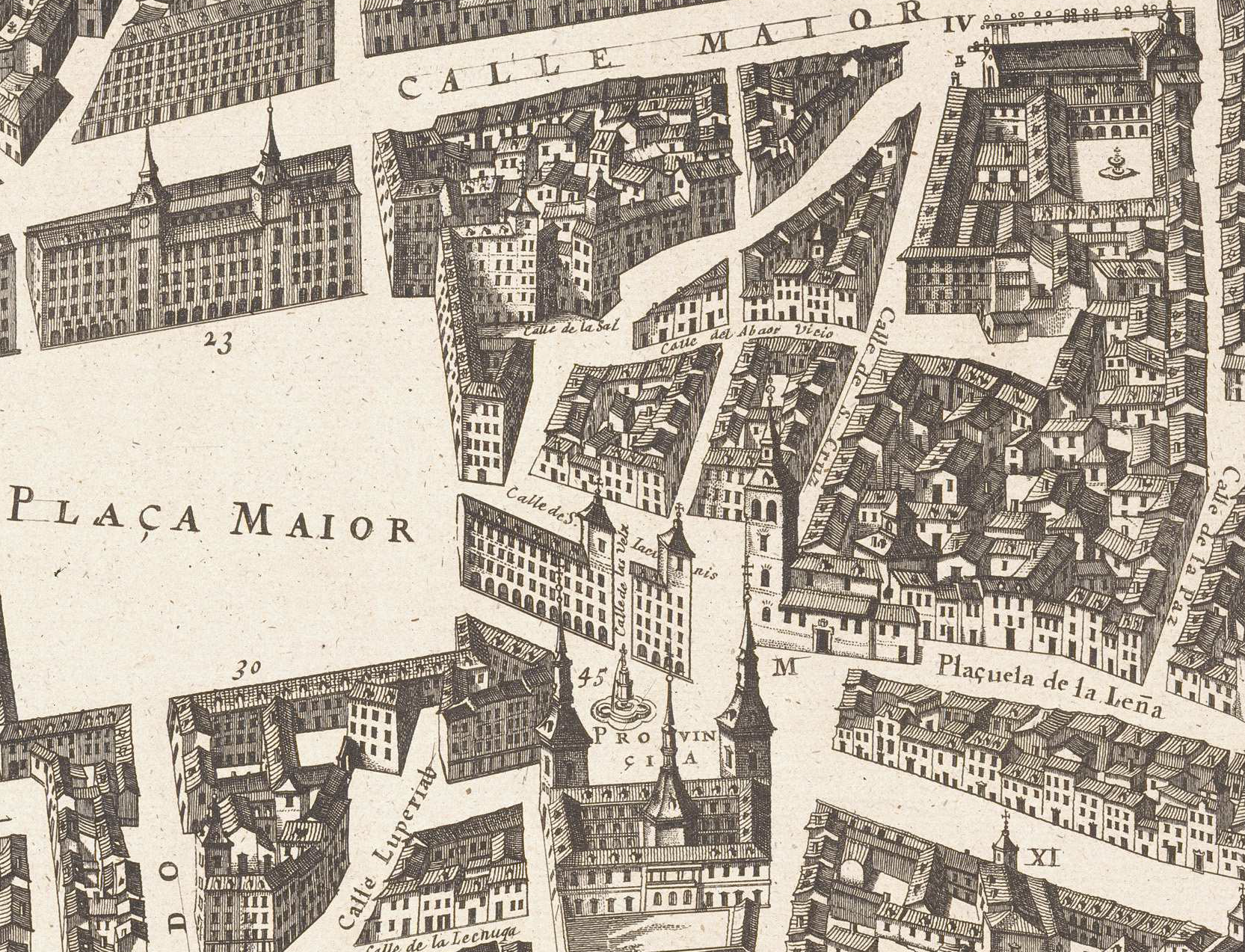
La calle de la Sal, así rotulada en el Plano de Teixeira de 1656